# La Vonne Gräsbeck
La Vonne Odette Gräsbeck, född Bourgeois-Wickstrom 21 november 1929 i Helsingfors, död 5 oktober 2020 i Åbo, var en finländsk tandläkare och pianist.

## Biografi
La Vonne Gräsbeck var född amerikansk medborgare. Fadern Roy Wickström var född i Chicago och modern koloratursopranen Hélène Bourgeois var född i Paris men uppvuxen i Salt Lake City. Snart efter hennes födsel flyttade familjen till Viborg där Gräsbeck tog pianolektioner för Mikko von Deringer vid Viborgs musikinstitut. År 1939 flyttade familjen från Viborg till Helsingfors där La Vonne Gräsbeck som 17-åring tog studenten vid Brobergska samskolan.
Gräsbeck blev odont. lic. hösten 1952. Hennes farfar John Wickström bekostade därefter hennes post graduate-studier i New York under läsåret 1952–1953. Tillbaka i Finland öppnade hon 1953 en tandläkarmottagning i Åbo. Som specialitet hade hon moderna tandköttsoperationer som hon lärt sig i USA.
Hon spelade piano för rektor Ernst Linko vid Sibelius-Akademin 1939–1947 och drömde om att bli pianist på heltid, något som fadern motsatte sig. Hon undervisade sina barn i musik från tidiga åldrar,  nämligen pianisten Folke Gräsbeck, violinisterna Manfred Gräsbeck och Eva Gräsbeck‐Bakieh, pianisten Solveig Gräsbeck och sångerskan Yvonne Gräsbeck. Familjen höll konserter tillsammans där La Vonne Gräsbeck medverkade, bland annat i Amsterdams Konsert-Gebouw. Gräsbeck var aktiv i Åbo svenska församling där hon grundade en lovsångs- och förbönsgrupp år 1978 och en lovsångskör 1982.
Hon var från 1952 gift med Gottfrid Gräsbeck, vilken avled 2010.